# Mindful
«Mindful» — песня американской певицы K. Michelle, вышедшая 19 февраля 2016 года на лейбле Atlantic Records в качестве третьего сингла из её третьего студийного альбома More Issues Than Vogue (2016). Автором и продюсером песни стиле хип-хоп и R&B выступил рэпер T-Pain. На протяжении всего трека Мишель читает рэп и предупреждает критиков быть «внимательными» к ней. Некоторые рецензенты отметили, что его темповое исполнение отличается от предыдущих синглов Мишель, а сама она заявила, что это один из первых случаев, когда она записала более легкомысленную песню.
Критики высоко оценили рэп Мишель в «Mindful» и назвали его изюминкой её синглов. Клип на песню, вышедший 10 марта 2016 года, показывает, как Мишель спорит с женщинами в трейлерном парке. В своих отзывах о клипе рецензенты назвали его красочным. Мишель продолжила продвигать «Mindful» с помощью живых выступлений.

## История
Американский рэпер T-Pain написал и спродюсировал две песни — «Mindful» и «Got Em Like» — для третьего студийного альбома Мишель More Issues Than Vogue (2016). Он появился в эпизоде реалити-шоу Мишель K. Michelle: My Life, в котором они вместе работали в студии звукозаписи. Томас Берроуз записал «Mindful» на студии Atlantic Studios в Атланте, а микшировал её Kevin «KD» Davis. Эрик Сир спродюсировал вокал, а Крис Атенс сделал мастеринг трека и остальных частей альбома в своей личной студии в Остине, штат Техас.
Atlantic Records выпустила песню «Mindful» в качестве третьего сингла с альбома 19 февраля 2016 года. Она была доступна для цифрового скачивания; один из этих релизов содержит явную и чистую версии, а также клип. В 2016 году Мишель исполнила песню на вечеринке по случаю выхода альбома в Webster Hall в Нью-Йорке и на концерте Hot 104.1’s Super Jam в Сент-Луисе.
Клип на песню «Mindful» был выпущен 10 марта 2016 года на YouTube-канале Мишель. Это был один из четырёх клипов для продвижения More Issues Than Vogue, наряду с «Not a Little Bit», «Got Em Like» и «Ain’t You». Производство клипа «Mindful» было показано в реалити-сериале Love & Hip Hop: Atlanta, в котором Карли Редд появилась на съёмочной площадке для обсуждения с Мишель.
В статье для Revolt Серия Баклер рассказала, что клип рассказывает о «битве женской команды против команды» в трейлерном парке. Он начинается с того, что Мишель играет в карты со своими друзьями возле своего розового дома. Когда она замечает, что соседи сплетничают о ней, она сталкивается с ними и танцует на улице. Для этих сцен Мишель надевает шубу и парик цвета радуги. Несколько критиков описали видео как красочное. Оно перемежается с кадрами, где Мишель убирает свой дом, одетая в прозрачное платье, розовые туфли и блондинку с боб-стрижкой. На ней надета розовая куртка с надписью «Slay Michelle», которую Виктория Джонсон из The Boombox сравнила с курткой, которую носили Розовые дамы в фильме «Бриолин» 1978 года.

## Композиция
«Mindful» — это одноминутная, 55-секундная песня в быстром темпе с инструменталом, включающим хлопки в ладоши и гитару. Критики ассоциировали различные элементы сингла с фанком. Мишель читает рэп на протяжении всей песни, что она уже делала ранее на своём микстейпе 2012 года 0 Fucks Given и в ремиксе на сингл Yo Gotti 2015 года «Down in the DM». Рецензируя More Issues Than Vogue для The Philadelphia Inquirer, Билл Ченеверт классифицировал все её треки, включая «Mindful», как «полноценный городской R&B и хип-хоп».
На протяжении всей песни «Mindful» Мишель предупреждает критиков и «шлюх», чтобы они были «внимательны» рядом с ней. Бен Бомон-Томас из The Guardian интерпретировал начальную строчку песни «Who the fuck told you hoes to open up» как установление тона альбома, который, по его словам, содержит «изрядную долю нахальства» и «мало безвкусного аггро». Мишель направляет песню на «все виды шлюх», сравнивая себя с Умой Турман в фильмах Убить Билла. Фильм 1 (2003) и Убить Билла. Фильм 2 (2004). Майкл Крэгг, также пишущий для The Guardian, выделил текст «I’m coming straight from the gut» как одно из её предупреждений. В статье для Rap-Up, автор отметил, что песня имеет прямолинейный подход в своих текстах.
Некоторые критики сравнили сингл с другими песнями и альбомами Мишель. В интервью газете St. Louis Post-Dispatch в 2016 году Мишель сказала, что «Mindful» и «Rich» — одни из немногих случаев, когда она делала «весёлые песни», и описала More Issues Than Vogue как имеющий «много лёгких песен». Кевин К. Джонсон, автор газеты, охарактеризовал альбом как «более беззаботную работу» Мишель, отметив, что он «не такой тяжёлый, как те, которые она привыкла исполнять». В рецензии для Cape Argus Хелен Херимби привела эту песню, а также «Nightstand» и «Rich» в качестве примера того, как Мишель «не пытается быть красивой R&B-дивой».

## Отзывы
Рецензент Rap-Up назвал «Mindful» частью «горячей полосы» музыки, выпущенной Мишель, а критик HotNewHipHop Дэнни Шварц написал, что «Mindful» произвела на него наибольшее впечатление из синглов More Issues Than Vogue. Рецензируя альбом, Билл Шеневерт похвалил песню, назвав её «выдающейся» и «взрывной». Энди Келлман из AllMusic похвалил песни T-Pain за «сильное, стретчинговое начало» альбома; однако он выбрал «Got Em Like» в качестве главного момента, а не «Mindful».
Рецензентам понравился рэп Мишель. Сериах Баклер написал, что она «оседлала ритм, как опытный лирик», и описал песню как «насыщенную сырыми барами и потоком, который не смог бы выдержать ваш любимый рэпер». Майкл Смит из Renowned for Sound сказал, что Мишель демонстрирует «своё доминирование и силу» на протяжении всего сингла. Тревор Смит из HotNewHipHop и Бритт Джулиус из Pitchfork похвалили Мишель за демонстрацию своей индивидуальности в рэпе. Хотя Джулиус раскритиковала краткость песни, она отметила, что Мишель читает рэп с «уверенностью быстрого огня».